# Batalla de Nazar i Asarta
La batalla de Nazar i Asarta fou un dels combats de la primera guerra carlina.

## Antecedents
La rebel·lió va esclatar després de la convocatòria de les Corts el 20 de juny de 1833 quan el pretendent don Carles, refugiat a Portugal es va negar a jurar lleialtat a Maria Cristina de Borbó-Dues Sicílies i l'1 d'octubre, recolzat per Miquel I de Portugal va reclamar el seu dret al tron.
A la pràctica la rebel·lió, que no van tenir el suport de l'exèrcit va començar el dia 2 a Talavera de la Reina quan els voluntaris reialistes locals van proclamar a Carles rei d'Espanya iniciant una sèrie d'insurreccions de guerrillers, ex militars i voluntaris, assumint en molts casos el control del govern municipal, en general amb poc èxit, excepte al País Basc, Navarra i Logronyo, però sense arribar a controlar més que per poc temps les ciutats d'aquests territoris, i la guerra començà el 6 d'octubre quan el general Santos Ladron de Cegama va prendre Logronyo, passant a Navarra per unir-se amb els revoltats, sent capturat a la batalla de Los Arcos i afusellat als pocs dies, sent substituït al comandament per Francisco Iturralde, però la presència carlina quedà afeblida amb la campanya del liberal Pedro Sarsfield i la derrota de la columna carlina que intentava prendre Santander a la batalla de Vargas.
A Catalunya, la rebel·lió de Josep Galceran a Prats de Lluçanès el 5 d'octubre va ser sufocada pel capità general Llauder. A Morella, Rafael Ram de Viu Pueyo va proclamar rei a Carles V el 13 de novembre, però fou capturat i executat pels liberals després de la batalla de Calanda.
Tomás de Zumalacárregui va assumir el lideratge de la direcció dels contingents navarresos el 15 de novembre, i de les tres províncies basques tres setmanes després, reactivant la rebel·lió al nord, organitzant l'exèrcit carlí, unint els batallons d'Àlaba i Navarra i malgrat la manca de munició, els va fer entrar en combat.
Zumalacárregui, amb 3.000 homes en 7 batallons, es va dirigir a Asarta, a la vall de la Berrueza, on va esperar l'arribada de les tropes de Manuel Lorenzo, a qui s'havia unit el 26 de desembre la columna de Marcelino de Oraá provinent d'Aragó.

## Batalla
Marcelino de Oraá va atacar el 29 de desembre en dues columnes sobre Nazar, provocant la retirada de la cavalleria carlina, uns 200 homes, i de la infanteria després de tres càrregues a la baioneta, mentre Manuel Lorenzo atacava Asarta, on era Tomás de Zumalacárregui, que va aguantar l'atac, però quan van quedar-se sense munició va ordenar la retirada.

## Conseqüències
Els carlins es van retirar a Campezo i els liberals a Pamplona. Tomás de Zumalacárregui, després de les victòries d'Abartzuza i Alsasua va canviar la tàctica de guerrilla dispersa, pel control efectiu del medi rural i de les comunicacions, especialment dels passos del Pirineu navarrès.